# 오봉산연대
오봉산연대는 전라남도 진도군 임회면 상만리  오봉산에 있는 조선시대의 연대이다. 2012년 2월 29일 진도군의 향토문화유산(유형유산) 제14호로 지정되었다.

## 개요
오봉산연대는 진도군 임회면 상만리 오봉산에 있는 조선시대의 연대이다.
여귀산 남쪽에 위치한 해발 204m 높이의 오봉산 정상에 있으며 각종 옛 문헌자료에 기록된 ‘上堂串烟臺(상당곶연대)’와 동일한 유적이다. 오봉산은 여귀산의 한 갈래로 남쪽 해안을 향해 돌출해 있는데, 특히 봉수 연대가 위치한 정상부분은 급격한 단애로 이루어진 바위산이다. 오봉산을 중심으로 동쪽은 바로 해안에 여결되는데 멀리로는 금갑진성과 금갑(사구미)봉수가 위치하고 있다. 그리고 만(灣)이 형성된 서쪽으로는 귀성과 월평마을이 자리잡고 있으며 또한 멀리 굴포봉수 연대와 이어 남도진성이 위치하고 있다. 그러나 이곳 오봉산에서는 여귀산 봉수를 제외하고는 나머지 봉수대와는 서로 잘 관찰되지 않는다.
오봉산연대는 오봉산 정상부의 경사가 심한 자연암반 위에 있다. 약 30×60cm 크기의 다듬지 않은 자연석을 이용하여 ‘막돌 허튼쌓기’ 방식에 의해 만들어진 이곳 봉수 연대는 현재 한 개의 연대만이 원형을 위지하고 있다. 이연대의 규모는 높이 3.5m, 직경 약9m이며, 모습은 둥근 원형으로 되어 있다.
주민들의 증언에 의하면, 현재 남아 있는 연대 이외에도 몇 개의 연대가 더 있었다고 하는데, 이를 증명이라도 하듯 현재 원형을 유지하고 있는 연대 바로 남쪽에 도괴된 석축들이 산재해 있다.